# Karen Bardsley
Karen Louise Bardsley (Santa Monica, 14 oktober 1984) is een Brits keeper in het betaald voetbal. Ze verruilde in 2014 Notts County Ladies FC voor Manchester City WFC. Bardsley debuteerde in 2005 in het Engels vrouwenelftal en maakte deel uit van het Brits olympisch vrouwenelftal op de Olympische Zomerspelen 2012.